# الجدول الزمني لتشريع الإجهاض
الجدول الزمني لتشريع الإجهاض، وقائمة زمنية من القوانين والقرارات القانونية التي تؤثر على قدرة النساء على إجراء عمليات الإجهاض. الحقوق الإنجابية هي مجموعة فرعية من حقوق الإنسان  تتعلق بقضايا الإنجاب والصحة الإنجابية. قد تشمل هذه الحقوق بعضًا من الإجراءات التالية أو كلها: الحق في الإجهاض القانوني أو الآمن، والحق في تحديد النسل، والحق في الحصول على رعاية صحية إنجابية جيدة، والحق في التعليم والوصول  لجعل الخيارات الإنجابية خالية من الإكراه، التمييز والعنف  قد تشمل الحقوق الإنجابية أيضًا الحق في الحصول على التعليم حول وسائل منع الحمل والأمراض المنقولة عن طريق الاتصال الجنسي، والتحرر من التعقيم القسري والإجهاض ووسائل منع الحمل، والحماية من الممارسات القائمة على النوع الاجتماعي مثل ختان الإناث وتشويه الأعضاء التناسلية للذكور (MGM)

## القرن السابع عشر حتي القرن التاسع عشر
نهاية القرن السادس عشر - يصوغ السير إدوارد كوك «القاعدة المولودة على قيد الحياة»، في القانون العام، الذي ينص على أن القوانين الجنائية المختلفة، مثل القتل والاعتداء، لا تنطبق إلا على الطفل «المولود حياً».
1765 - لم يعد الإجهاض بعد الارتكاض  جريمة قتل في إنجلترا، لكن ويليام بلاكستون يؤكد «القاعدة المولودة على قيد الحياة» ويصفها بأنها «جنحة شنيعة للغاية». 1778 - في السويد، منح قانون قتل الأطفال الأول للأمهات الحق في ولادة مجهولة المصدر.
1793 - في فرنسا، أقرت المادة 326 من القانون المدني الولادات المجهولة والسرية.
1803 - المملكة المتحدة تسن قانون اللورد إلينبورو، الذي يجعل الإجهاض  قبل الارتكاض جريمة يعاقب عليها  بالإعدام، ويحدد عقوبات أقل لجناية الإجهاض قبل الارتكاض.
1810 - عاقب قانون نابليون الفرنسي لعام 1810 أي شخص قام بالإجهاض بالسجن.
1842 - تمنع شوغون توكوغاوا في اليابان الإجهاض المتعمد في إيدو. القانون لا يسري على بقية البلاد.
1856 - في السويد، يقيد تعديل قانون قتل الأطفال لعام 1778 الحق في الولادة مجهولة الهوية  لمجرد الولادة السرية.
1869 - يوحد برلمان كندا القانون الجنائي في جميع المقاطعات، ويحظر الإجهاض.
1873 - إن إقرار قانون كومستوك في الولايات المتحدة يجعل من غير القانوني إرسال أي مواد «بذيئة و / أو بذيئة و / أو فاسقة» عبر البريد، بما في ذلك وسائل منع الحمل ومعلومات عن وسائل منع الحمل أو الإجهاض وكيفية الحصول عليها.
1820-1900 تم حظر معظم حالات الإجهاض في الولايات المتحدة في المقام الأول - من خلال جهود الأطباء في الجمعية الطبية الأمريكية والمشرعين.

## 1910 حتي 1960
1918 - في الولايات المتحدة، اتُهمت مارجريت سانغر بموجب قانون نيويورك  نشر معلومات عن وسائل منع الحمل. عند الاستئناف، تم ابطال إدانتها على أساس أن وسائل منع الحمل يمكن تعزيزها قانونيًا لعلاج الأمراض والوقاية منها.
1920 - في فرنسا، صدر قانون يمنع جميع أشكال وسائل منع الحمل، وكذلك معلومات حول وسائل منع الحمل.
1920 - أجاز لينين جميع حالات الإجهاض في الاتحاد السوفيتي.
1931 - كانت المكسيك أول دولة في العالم تقنن الإجهاض في حالات الاغتصاب.
1932 - كانت بولندا أول دولة في أوروبا خارج الاتحاد السوفيتي تقنن الإجهاض في حالات الاغتصاب وتهديد صحة الأم.
1935 - أصبحت أيسلندا أول دولة غربية تقنن الإجهاض العلاجي في ظل ظروف محدودة.
1935 - عدلت ألمانيا النازية قانون تحسين النسل، لتشجيع الإجهاض للنساء اللائي يعانين من اضطرابات وراثية.  سمح القانون بالإجهاض إذا أعطت المرأة الإذن به، وإذا لم يكن الجنين حيا بعد،   ولأغراض ما يسمى بالنظافة العرقية.  
1935 - أصبحت وسائل منع الحمل في أيرلندا غير قانونية في عام 1935 بموجب القانون الجنائي (المعدل) لعام 1935.
1936 - ألغي جوزيف ستالين معظم أجزاء تقنين لينين للإجهاض في الاتحاد السوفيتي لزيادة النمو السكاني.
1936 - قضت محكمة استئناف فيدرالية أمريكية في قضية الولايات المتحدة ضد حزمة واحدة من Pessaries اليابانية حيث لا يمكن للحكومة الفيدرالية أن تتدخل مع الأطباء الذين يقدمون وسائل منع الحمل لمرضاهم.
1936 - أقرت حكومة كاتالونيا الإجهاض الحر خلال الأسابيع الـ 12 الأولى من الحمل.  
1938 - في بريطانيا، أجهض الدكتور أليك بورن حمل فتاة صغيرة تعرضت ل الاغتصاب على أيدي الجنود البريطانيين. تمت تبرئة بورن بعد تسليم نفسه للسلطات.تم اختيارالسابقه القانونية التي  تسمح بالإجهاض لتجنب الأضرار العقلية أو الجسدية من قبل بلدان أخرى في كومنولث الأمم.
1938 - تم تشريع الإجهاض على أساس محدود في السويد.
1939 - تم تغيير قانون العقوبات الفرنسي للسماح بالإجهاض الذي ينقذ حياة المرأة الحامل.
1948 - وسع قانون حماية يوجين في اليابان الظروف التي يسمح فيها بالإجهاض.
1955 - قامت حكومة كوريا الجنوبية بتجريم الإجهاض في القانون الجنائي لعام 1953 في جميع الظروف.
1955 - شرع الإجهاض مرة أخرى في الاتحاد السوفيتي.
1959 - قام معهد القانون الأمريكي (ALI) بصياغة قانون نموذجي  لجعل عمليات الإجهاض القانونية متاحة.
1964 - صدر أول قانون لإضفاء الشرعية على الإجهاض في النرويج في عام 1964. سمح بالإجهاض في حالات الخطر على الأم، واتخذ قرار الإجهاض من قبل طبيبين.
1965 - قضت محكمة غريسولد كونكتكت،  بإلغاء أحد قوانين كومستوك المتبقية، وهي الدولة التي تحظر وسائل منع الحمل.
1966 - قام نظام Ceauşescu في رومانيا، في محاولة لزيادة سكان البلاد، بسن المرسوم 770 الذي يحظر جميع حالات الإجهاض ووسائل منع الحمل، إلا في حالات محدودة للغاية.
1966 - أصلحت ولاية ميسيسيبي قانون الإجهاض وأصبحت أول ولاية أمريكية تسمح بالإجهاض في حالات الاغتصاب.
1967 - قانون نيوويرث هو قانون فرنسي رفع الحظر على وسائل تحديد النسل في 28 ديسمبر 1967، بما في ذلك وسائل منع الحمل عن طريق الفم.
1967 - أجاز قانون الإجهاض (الذي دخل حيز التنفيذ عام 1968) الإجهاض في المملكة المتحدة لأسباب معينة (باستثناء أيرلندا الشمالية).
1967 - أصبحت كولورادو أول ولاية تجرم الإجهاض في حالات الاغتصاب وسفاح المحارم أو التي قد يؤدي فيها الحمل إلى إعاقة جسدية دائمة للمرأة، وتم إصدار قوانين مماثلة في كاليفورنيا وأوريجون ونورث كارولينا.
1968 - أصلحت جورجيا وماريلند قوانين الإجهاض الخاصة بهما بناءً على ALI MPC.
1968 - أصدرت لجنة وضع المرأة التابعة للرئيس ليندون جونسون تقريراً يدعو إلى إلغاء جميع قوانين الإجهاض.
1969 - أركنساس، ديلاوير، كانساس، نيومكسيكو وأوريغون، أصلحوا قوانين الإجهاض الخاصة بهم استنادًا إلى ALI MPC.
1969 - أقرت كندا قانون تعديل القانون الجنائي، 1968-1969، الذي بدأ يسمح بالإجهاض لأسباب انتقائية.
1969 - حدد الحكم في قضية R v Davidson الفيكتوري لأول مرة أن عمليات الإجهاض كانت قانونية في أستراليا.

## 1970 حتي الآن
1970 - ألغت هاواي ونيويورك وألاسكا وواشنطن قوانين الإجهاض الخاصة بهم. على وجه التحديد، أصبحت هاواي أول ولاية تجيز عمليات الإجهاض بناءً على طلب المرأة،  ألغت نيويورك قانونها لعام 1830 وسمحت بالإجهاض حتى الأسبوع الرابع والعشرين من الحمل، وأجرت واشنطن استفتاء على إضفاء الشرعية على عمليات الإجهاض المبكرة للحمل، لتصبح أول دولة تشرع الإجهاض من خلال تصويت الشعب.
1970 - قامت ساوث كارولينا وفيرجينيا بإصلاح قوانين الإجهاض الخاصة بهما بناءً على القانون الجنائي النموذجي لمعهد القانون الأمريكي.
1970 - قانون خدمات تنظيم الأسرة وبحوث السكان لعام 1970. 91-52، الذي أنشأ برنامج الباب العاشر لخدمات الصحة العامة في الولايات المتحدة، ويوفر خدمات تنظيم الأسرة للمحتاجين.  
1970 - أزال الكونغرس الأمريكي إشارات إلى وسائل منع الحمل من قوانين مكافحة الفحش الفيدرالية.
1971 - أقر البرلمان الهندي برئاسة رئاسة وزراء أنديرا غاندي قانون الإنهاء الطبي للحمل لعام 1971 (قانون الخطة المتوسطة الأجل لعام 1971). وبذلك تصبح الهند واحدة من أوائل الدول التي أقرت هذا القانون. يكتسب القانون أهمية، بالنظر إلى أن الهند كانت تقليديا دولة محافظة للغاية في هذه الأمور. وأبرزها أنه لم يكن هناك قانون مماثل في عدة ولايات أمريكية في نفس الوقت تقريبًا.
1972 - أصلحت ولاية فلوريدا قانون الإجهاض بناءً على ALI MPC.
1972 - المحكمة العليا في الولايات المتحدة، في قضية أيزنشتاد ضد بيرد، تمد حقوق جريسوولد ضد كونيتيكت لحقوق تحديد النسل إلى الأزواج غير المتزوجين.
1973 - أعلنت المحكمة العليا في الولايات المتحدة، في قضية Roe v. Wade ، أن جميع حالات حظر كل حالة على الإجهاض في الأثلوث الأول غير دستورية، وسمحت للولايات بتنظيم الإجهاض ولكن لا تحظره خلال الأثلوث الثاني، وسمحت للولايات بحظر الإجهاض خلال الثلث الثالث ما لم يكن الإجهاض في مصلحة صحة المرأة الجسدية أو العقلية. أقرت المحكمة الإجهاض في جميع الأثلوثات عندما يعتقد طبيب المرأة أن الإجهاض ضروري لصحتها الجسدية أو العقلية ورأت أن «مصلحة الدولة الملحة» هي فقط اللوائح المبررة التي تقيد حق الفرد في الخصوصية.
1973 - كان دو ضد بولتون، 410 من الولايات المتحدة 179 (1973)، قرار المحكمة العليا في الولايات المتحدة بإلغاء قانون الإجهاض في جورجيا. صدر قرار المحكمة العليا في 22 يناير 1973، في نفس اليوم الذي صدر فيه القرار في قضية رو ضد ويد، 410 الولايات المتحدة 113 (1973). تحدى دو ضد بولتون قانون الإجهاض الأكثر ليبرالية في جورجيا.
1973 - تم تعديل قانون الإجهاض الكوري الجنوبي بموجب قانون صحة الأم والطفل لعام 1973، والذي سمح للطبيب بإجراء الإجهاض إذا كانت المرأة الحامل أو زوجها قد عانوا من بعض الأمراض الوراثية أو المعدية، إذا كان الحمل ناتجًا عن اغتصاب أو زنا المحارم أو إذا استمر الحمل، فسوف يعرض صحة المرأة للخطر. يعاقب أي طبيب ينتهك القانون بالسجن لمدة عامين. كانت عمليات الإجهاض المستحث ذاتيا غير قانونية، ويعاقب عليها بالغرامة أو السجن.
1974 - كانت مكجي ضد المدعي العام [1974] IR 284 قضية في المحكمة الأيرلندية العليا في عام 1974 والتي أشارت إلى المادة 41 من الدستور الأيرلندي. يتعلق الأمر بماري مكجي، التي كانت حالتها قد نصحت من قبل الطبيب المعالج لها بأنها إذا أصبحت حاملاً مرة أخرى فستكون حياتها معرضة للخطر. ثم تلقت تعليمات لاستخدام الحجاب الحاجز وهلام المني الذي وصف لها. ومع ذلك، فإن المادة 17 من قانون تعديل القانون الجنائي لعام 1935 منعتها من الحصول على الوصفة الطبية. حكمت المحكمة العليا بأغلبية 4 إلى 1 لصالحها، بعد أن قررت أن الأزواج لديهم الحق الدستوري في اتخاذ القرارات الخاصة بشأن تنظيم الأسرة.
1975-1980 - أقرت فرنسا (1975) وألمانيا الغربية (1976) ونيوزيلندا (1977) وإيطاليا (1978) وهولندا (1980) الإجهاض في ظروف محدودة. (فرنسا: لا يُسمح بالإجهاض الاختياري - لأسباب غير طبية - بعد 10-12 أسبوع من الحمل)
1975 - في 19 فبراير، 1975 حكم محكمة تكساس العليا في القضية جاكوبس ضد ثايمر جعل تكساس أول ولاية في أمريكا تعلن أن المرأة يمكنها مقاضاة طبيبها بسبب ولادة غير مشروعة.    تضمنت هذه الحالة دورثا جين جاكوبس (لاحقًا دورثا بيجز)، التي أصيبت بالحصبة الألمانية أثناء الحمل وأنجبت ليسلي، التي كانت معاقة بشدة.  رفعت دورثا وزوجها دعوى على طبيبها قائلين إنه لم يشخص الحصبة الألمانية أو يحذرهم من تأثيرها على الحمل.
1976-1977 - يرعى الممثل هنري هايد من إلينوي تعديل هايد، الذي يجيز، يسمح للولايات بحظر استخدام تمويل المعونة الطبية للإجهاض.
1978 - صدر قانون التمييز ضد الحمل الفيدرالي الأمريكي، الذي يحظر التمييز في العمل على أساس الحمل أو الولادة أو الحالات الطبية ذات الصلة.
1978 - في ربيع عام 1978، صدر قانون حرية الوصول إلى الإجهاض في النرويج.
1979 - سنت جمهورية الصين الشعبية سياسة للطفل الواحد، للتخفيف من المشاكل الاجتماعية والاقتصادية والبيئية في الصين،  وتشجع العديد من الأزواج على إنجاب طفل واحد على الأكثر، وفي بعض الحالات فرض عقوبات على انتهاك السياسة.
1979 - سمح قانون الصحة (تنظيم الأسرة) في أيرلندا لعام 1979 ببيع وسائل منع الحمل، عند تقديم وصفة طبية.
1980 - في قضية ويليام ضد زباراز، أيدت المحكمة العليا في الولايات المتحدة أنه يمكن للولايات أن تصيغ دستوريًا صيغها الخاصة بتعديل هايد المضاد للإجهاض، وأن الولايات / الحكومة الفيدرالية ليس عليها أي التزام قانوني أو دستوري لتمويل عمليات الإجهاض الضرورية طبياً.
1982 - منذ عام 1982، يتحمل نظام الضمان الاجتماعي الفرنسي جزءًا كبيرًا من تكاليف الإجهاض في فرنسا.
1983 - صدر التعديل الثامن من دستور أيرلندا، الذي أقر «لم يولد بعد» كحق في الحياة مساوٍ لحق «الأم»،
1985 - سمح قانون الصحة (تنظيم الأسرة) (تعديل) لعام 1985 في أيرلندا ببيع الواقي الذكري ومبيدات الحيوانات المنوية للأشخاص الذين تزيد أعمارهم عن 18 عامًا دون الحاجة إلى تقديم وصفة طبية.
1985 - المملكة المتحدة، قانون حظر ختان الإناث لعام 1985 جعل تشويه الأعضاء التناسلية للإناث جريمة في جميع أنحاء المملكة المتحدة. تم استبدال القانون بقانون تشويه الأعضاء التناسلية الأنثوية لعام 2003 وقانون حظر تشويه الأعضاء التناسلية للإناث (اسكتلندا) لعام 2005 على التوالي، وكلاهما يوسعان التشريع ليشمل الأفعال التي يرتكبها رعايا المملكة المتحدة خارج حدود المملكة المتحدة.
1988 - صادقت فرنسا على الميفيبريستون «حبة الإجهاض» (RU-486).
1988 - في قضية R. v. Morgentaler ، ألغت المحكمة العليا لكندا لائحة الإجهاض التي سمحت بالإجهاض في بعض الظروف ولكنها تتطلب موافقة لجنة من الأطباء لانتهاكها «الأمن الشخصي للمرأة» الدستوري؛ القانون الكندي لم ينظم الإجهاض منذ ذلك الحين.
1989 - Webster v. خدمات الصحة الإنجابية في الولايات المتحدة تعزز حق الدولة في منع جميع المرافق الممولة من القطاع العام من توفير أو المساعدة في خدمات الإجهاض.
1990 - تم تعديل قانون الإجهاض في المملكة المتحدة بحيث يصبح الإجهاض قانونيًا لمدة تصل إلى 24 أسبوعًا فقط، وليس 28 عامًا، باستثناء الحالات غير العادية
1992 - في قضية تنظيم الأسرة ضد كاسي، ألغت المحكمة العليا إطار الثلث في قضية رو ضد ويد، مما جعل من القانوني للدول حظر الإجهاض بعد نقطة جدوى الجنين، باستثناء الحالات التي من شأنها أن تهدد صحة المرأة.
1992 - تم إقرار التعديل الثالث عشر لدستور أيرلندا، الذي ينص على أن حماية الحق في الحياة لم يولد بعد لا تحد من حرية السفر داخل الدولة وخارجها.
1992 - تم إقرار التعديل الرابع عشر لدستور أيرلندا، الذي ينص على أن حماية حق الجنين في الحياة لا يحد من الحق في توزيع المعلومات حول الخدمات في البلدان الأجنبية.
1992 - المدعي العام ضد X («قضية X»)، [1992] IESC 1 ؛ [1992] 1 IR 1، كانت قضية بارزة في المحكمة العليا الأيرلندية والتي أثبتت حق المرأة الأيرلندية في الإجهاض إذا كانت حياة المرأة الحامل في خطر بسبب الحمل، بما في ذلك خطر الانتحار. ومع ذلك، قال قاضي المحكمة العليا هيو أوفلاهرتي، المتقاعد الآن، في مقابلة مع صحيفة الأيرلندية تايمز إن قضية X كانت «غريبة على حقائقها الخاصة»، لأن X أجهضت ولم تجر عملية إجهاض، وهذا يجعل القضية موضع نقاش في القانون الأيرلندي.  (انظر أدناه الأحداث في 2012/2013).
1993 - أيرلندا - قانون الصحة (تنظيم الأسرة) (تعديل)، 1992 سمح ببيع وسائل منع الحمل دون وصفة طبية.
1993 - حظرت بولندا الإجهاض، إلا في حالات الاغتصاب وسفاح القربى والاضطرابات الخلقية الشديدة أو التهديد بحياة المرأة الحامل.
1994 - أقر كونغرس الولايات المتحدة قانون حرية الوصول إلى مداخل العيادات لمنع استخدام القوة أو الانسداد لمنع أي شخص من تقديم أو تلقي خدمات الصحة الإنجابية.
1997 - في جنوب أفريقيا، يدخل قانون اختيار إنهاء الحمل لعام 1996 حيز التنفيذ، مما يسمح بالإجهاض عند الطلب. تم إلغاء قانون الإجهاض والتعقيم، 1975، الذي سمح فقط بالإجهاض في ظروف محدودة للغاية.
1998 - في جمعية المحامين المسيحيين وآخرين ضد وزير الصحة وآخرين، تؤيد شعبة مقاطعة ترانسفال بالمحكمة العليا لجنوب إفريقيا قانون اختيار إنهاء الحمل، حيث تنص على أن دستور جنوب إفريقيا لا يحظر الإجهاض.
1998 - في البرتغال، تم رفض إضفاء الشرعية على الإجهاض حتى 10 أسابيع من الحمل من قبل الناخبين في استفتاء. في نهاية المطاف، تم إجراء استفتاء ثانٍ بعد تسع سنوات، وافق فيه الناخبون على تقنين الإجهاض مع القيود الزمنية نفسها.
1999 - في الولايات المتحدة، أقر الكونجرس حظرا على التوسيع والاستخراج، والذي استخدمه الرئيس بيل كلينتون ضده
2000 - قضت لجنة تكافؤ فرص العمل بأن الشركات التي قدمت التأمين للعقاقير الطبية لموظفيها ولكنها استبعدت تحديد النسل كانت تنتهك قانون الحقوق المدنية لعام 1964.
2001 - تم تمديد الحد الأقصى لعشرة أسابيع من الإجهاض في فرنسا إلى الأسبوع الثاني عشر في عام 2001.
2001 - لم تعد الفتيات القاصرات بحاجة إلى موافقة الوالدين الإجبارية للإجهاض في فرنسا. يجوز للفتاة الحامل في فرنسا التي تقل عن 18 عامًا أن تطلب الإجهاض دون استشارة والديها أولاً إذا كانت مصحوبة بالعيادة من قبل شخص بالغ من اختيارها، ويجب ألا تخبر والديها أو أي طرف ثالث عن الإجهاض.
2003 - سنت الولايات المتحدة قانون حظر الإجهاض الجزئي عند المواليد، وقام الرئيس جورج بوش بتوقيعه ليصبح قانونا. بعد أن تم الطعن في القانون في ثلاث محاكم استئناف، قضت المحكمة العليا في الولايات المتحدة بأنه دستوري لأنه، على عكس قانون ولاية نبراسكا السابق، لم يكن غامضًا أو واسع النطاق. ورأت المحكمة أيضًا أن حظر الإجراء لا يشكل «عبئًا لا مبرر له»، حتى بدون استثناء صحي. (انظر أيضا: جونزاليس ضد كارهارت)
2003 - اعترفت المحكمة العليا في ولاية إنديانا بالأذى الطبي الخاطئ «للحمل غير المشروع» عندما أصبحت امرأة حاملًا بعد فشل عملية التعقيم. قررت المحكمة أن الأضرار قد تشمل تكلفة الحمل ولكنها قد لا تشمل التكلفة العادية لتربية الطفل، حيث لا يمكن حساب فوائد تربية الطفل.
2005 - منع قانون تخفيض العجز في الولايات المتحدة لعام 2005 (الذي تم تنفيذه في يناير 2007) المراكز الصحية بالكلية والعديد من مقدمي الرعاية الصحية من المشاركة في برنامج تخفيض أسعار الأدوية، الذي كان يُسمح سابقًا ببيع وسائل منع الحمل للطلاب والنساء ذوات الدخل المنخفض في الولايات المتحدة الدول بتكلفة منخفضة.
2006 - وقّعت حاكم ولاية كاثلين بلانكو من ولاية لويزيانا، حظرا على معظم أشكال الإجهاض (ما لم تكن حياة الأم في خطر أو تعرضت صحتها للتلف بشكل دائم) بمجرد إقرارها من الهيئة التشريعية للولاية. لن يدخل مشروع القانون حيز التنفيذ إلا إذا عكست المحكمة العليا في الولايات المتحدة قضية رو ضد ويد. يسمح إجراء لويزيانا بمحاكمة أي شخص أجرى أو ساعد في الإجهاض. تشمل العقوبات ما يصل إلى 10 سنوات في السجن وغرامة تصل إلى 100000 دولار.
2007 - صوت البرلمان البرتغالي لإضفاء الشرعية على الإجهاض خلال الأسابيع العشرة الأولى من الحمل. جاء ذلك بعد استفتاء، على الرغم من أن غالبية الناخبين البرتغاليين أيدوا تقنين عمليات الإجهاض في المراحل المبكرة، فشلوا بسبب تدني نسبة الإقبال على التصويت.  لكن الاستفتاء الثاني مر، ووقع الرئيس كافاكو سيلفا الإجراء حيز التنفيذ في أبريل، 2007.
2007 - أقرت حكومة مكسيكو سيتي الإجهاض خلال الأسابيع الـ 12 الأولى من الحمل، وتقدم الإجهاض المجاني. في 28 أغسطس 2008، أيدت المحكمة العليا المكسيكية القانون.
2007 - أيدت المحكمة العليا في الولايات المتحدة قانون حظر الإجهاض الجزئي للولادة لعام 2003.
2008 - أقرت ولاية فيكتوريا الأسترالية مشروع قانون يجرم الإجهاض، مما يجعله متاحًا قانونًا للنساء في الأسابيع الأربعة والعشرين الأولى من الحمل.
2009 - في إسبانيا، يجيز مشروع القانون الإجهاض، مما يجعله متاحًا قانونًا للنساء في الأسابيع الـ 14 الأولى من الحمل.
2010 - في تشيلي، دخل حيز التنفيذ قانون Morning After حبوب منع الحمل، الذي وضع القواعد المتعلقة بالمعلومات والمشورة والخدمات المتعلقة بتنظيم الخصوبة، مما يسمح بالتوزيع المجاني للحبوب في جميع العيادات العامة في البلاد.
2011 - وضعت وزارة الصحة والخدمات الإنسانية بالولايات المتحدة الأمريكية السياسة، اعتبارًا من عام 2012، ومفادها أن جميع خطط التأمين الخاصة مطلوبة لتوفير تغطية لوسائل منع الحمل للنساء دون أجر مشترك أو قابل للخصم.  
2012 - في الفلبين، أقر كونغرس الفلبين قانون الأبوة المسؤولة والصحة الإنجابية لعام 2012 الذي يضمن حصول الجميع على وسائل منع الحمل والسيطرة على الخصوبة ورعاية الأم. ينص مشروع القانون أيضًا على تدريس التربية الجنسية في المدارس.  
2012 - أوروغواي تقنن الإجهاض في الأثلوث الأول ، مما يجعله متاحًا قانونًا للنساء.
2013 - وافق المشرعون في الولايات المتحدة في كانساس على التشريع الشامل لمكافحة الإجهاض (HB 2253) في 6 أبريل 2013 الذي يقول أن الحياة تبدأ عند الإخصاب ، وتمنع الإجهاض على أساس الجنس وتحظر تنظيم الأسرة الأبوية من توفير التثقيف الجنسي في المدارس.
2014 - يمثل بورويل ضد هواية اللوبي ، 573 US(2014)، قرارًا تاريخيًا  من قبل المحكمة العليا في الولايات المتحدة والذي يسمح للشركات المعفية عن كثب التي تسعى للربح بإعفائها من قانون يعترض أصحابه عليه دينياً إذا هناك وسيلة أقل تقييدًا لتعزيز مصلحة القانون. هذه هي المرة الأولى التي تعترف فيها المحكمة بادعاء مؤسسة هادفة للربح عن المعتقد الديني ،  ولكنه يقتصر على الشركات التي تحتفظ بها عن كثب. [أ] القرار هو تفسير لقانون استعادة الحرية الدينية (RFRA) ولا يتناول ما إذا كانت هذه الشركات محمية بموجب بند الممارسة الحرة للدين في التعديل الأول للدستور. بالنسبة لمثل هذه الشركات ، ألغت أغلبية المحكمة بشكل مباشر تفويض منع الحمل ، وهو قانون أقرته وزارة الصحة والخدمات الإنسانية الأمريكية (HHS) بموجب قانون الرعاية الميسرة (ACA) الذي يطالب أرباب العمل بتغطية بعض وسائل منع الحمل لموظفيهم ، من خلال 5-4 صوت. قالت المحكمة أن التفويض لم يكن الطريقة الأقل تقييدًا لضمان الحصول على رعاية منع الحمل ، مشيرة إلى أنه تم توفير بديل أقل تقييدًا لغير هادفة للربح الدينية ، حتى أصدرت المحكمة أمرًا قضائيًا بعد 3 أيام ، وأنهى فعلياً البديل المذكور ، واستبدلت مع بديل ترعاه الحكومة لأي موظفات من الشركات التي تراقب عن كثب ولا ترغب في توفير وسائل منع الحمل.
2014 - كانت قضية ماكولين ضد كولتن 537 U.S عام 2014، قضية في المحكمة العليا للولايات المتحدة. ورأت المحكمة بالإجماع أن المناطق العازلة للإجهاض الثابتة التي يبلغ طولها 35 قدمًا في ولاية ماساتشوستس ، والتي أُنشئت من خلال تعديلات على قانون مرافق الرعاية الصحية الإنجابية في تلك الولاية ، انتهكت التعديل الأول للدستور الأمريكي لأنه يقيد حرية التعبير على نطاق واسع جدًا.
2014 - قانون حماية الحياة أثناء الحمل لعام 2013 (الأيرلندية: قانون حماية الحياة خلال Torchis 2013)، تم توقيعه ليصبح قانونًا في 30 يوليو من قِبل مايكل دي هيغنز ، رئيس أيرلندا ، وبدأ في 1 يناير 2014.   قانون حماية الحياة أثناء الحمل 2013  القانون رقم 35 لعام 2013 ؛ سابقا مشروع القانون رقم 66 لعام 2013 هو قانون ل Oireachtas الذي يحدد الظروف والعمليات التي من خلالها يمكن إجراء الإجهاض في أيرلندا بشكل قانوني. أعطى القانون حيز التنفيذ في القانون القانوني لشروط دستور أيرلندا على النحو الذي فسرته المحكمة العليا في حكم عام 1992 ضد المدعي العام ضد العاشر («قضية X»). سمح هذا الحكم (انظر أعلاه الأحداث في عام 1992) بالإجهاض حيث الحمل يعرض حياة المرأة للخطر ، بما في ذلك من خلال خطر الانتحار.
2015 - حتى عام 2015، فرض القانون في فرنسا فترة «تهدئة» مدتها سبعة أيام بين طلب المريض الأول للإجهاض وبيان مكتوب يؤكد قرارها (يمكن تقليل التأخير إلى يومين إذا كان المريض يقترب إلى 12 أسبوعا). تم إلغاء فترة الانتظار الإلزامية في 9 أبريل 2015.
2015 - أصبحت كنساس أول ولاية في الولايات المتحدة تحظر إجراء التوسيع والإخلاء ، وهو إجراء إجهاض شائع في الثلث الثاني من الحمل. لكن القانون الجديد ألغى لاحقًا من قبل محكمة الاستئناف في كانساس في يناير 2016 دون أن يدخل حيز التنفيذ.
2016 - كانت الصحة الكامله للمرأة ضد هلرستد، 579 US ___ (2016)، إحدى قضايا المحكمة العليا للولايات المتحدة التي تم البت فيها في 27 يونيو 2016، عندما قضت المحكمة 5-3 بأن تكساس لا يمكنها فرض قيود على تقديم خدمات الإجهاض التي تنشئ عبء لا مبرر له للنساء الساعين إلى الإجهاض. تم تسميتها أهم قضية لحقوق الإجهاض أمام المحكمة العليا منذ قضية تنظيم الأسرة ضد كاسي في عام 1992.
2016 - أصدرت إدارة أوباما إرشادات أبلغت الدول بأن إنهاء تمويل المعونة الطبية للأبوة المخططة أو غيرهم من مقدمي الرعاية الصحية الذين أجروا عمليات الإجهاض قد يكون مخالفًا للقانون الفيدرالي. زعمت إدارة أوباما أن قانون Medicaid سمح للولايات بحظر مقدمي الخدمات من البرنامج فقط إذا لم يكن بمقدور مقدمي الخدمات أداء الخدمات أو الخدمات المغطاة لهذه الخدمات. ومع ذلك ، ألغت إدارة ترامب هذا التوجيه في عام 2018.
2016 - كانت قضية زوبيك ضد بورويل قضية معروضة على المحكمة العليا في الولايات المتحدة بشأن ما إذا كان ينبغي إعفاء المؤسسات الدينية بخلاف الكنائس من تفويض منع الحمل ، وهو نظام أقرته وزارة الصحة والخدمات الإنسانية الأمريكية (HHS) بموجب قانون الرعاية الميسورة التكلفة (ACA) التي تتطلب من أرباب العمل غير الكنيسة لتغطية بعض وسائل منع الحمل لموظفيها. الكنائس معفاة بالفعل بموجب هذه اللوائح. في 16 مايو 2016، أصدرت المحكمة العليا في الولايات المتحدة حكمًا لكل شخص في قضية زوبيك ضد بورويل التي ألغت قرارات محاكم الاستئناف بالدوائر وأحيلت القضية «إلى محاكم الاستئناف بالولايات المتحدة المعنية بالثالث والخامس والعاشر و DC Circuits» لإعادة النظر في ضوء«المواقف التي أكدتها الأطراف في مذكراتها التكميلية». نظرًا لأن الملتمسين اتفقوا على أن «ممارستهم الدينية لا تنتهك حيث يجب عليهم ألا يفعلوا أكثر من عقد لخطة لا تشمل تغطية بعض أو كل أشكال منع الحمل»، فقد رأت المحكمة أنه ينبغي إعطاء الأطراف فرصة لتوضيح وتحسين طريقة عمل هذا النهج في الممارسة العملية و «حل أي مشكلات معلقة». أعربت المحكمة العليا عن «عدم وجود رأي بشأن مزايا القضايا».  وفي رأي مؤكد ، لاحظ القاضي سوتومايور ، الذي انضم إليه القاضي جينسبيرغ ، أنه في القضايا السابقة «تجاهلت بعض المحاكم الأدنى هذه التعليمات» وحذرت المحاكم الأدنى من عدم اقرأ أي إشارات في تصرفات المحكمة العليا في هذه القضية.
2016 - في يونيو / حزيران ، قدمت مؤسسة حقوق المرأة في مالطا احتجاجًا قضائيًا تطلب الحصول على وسائل منع الحمل الطارئ.  في أوائل أكتوبر / تشرين الأول أوصت لجنة برلمانية مشتركة بضرورة بيع حبوب منع الحمل بوصفة طبية ، لكن القرار كان متروكًا لهيئة الأدوية في مالطا.  في 17 أكتوبر ، وافقت هيئة الأدوية في مالطا على بيع موانع الحمل الطارئة دون وصفة طبية في جميع الصيدليات في مالطا وجوزو ، بناءً على قرارها بإتاحتها دون وصفة طبية لضمان فعالية العلاج. في ديسمبر 2016، كانت وسائل منع الحمل الطارئة متاحة للبيع في الصيدليات في جميع أنحاء الجزر المالطية  
2017 - أعاد رئيس الولايات المتحدة ترامب  «سياسة مدينة مكسيكو». لم يقم ترامب بإعادة السياسة فحسب بل وسعها ، مما جعلها تشمل جميع المنظمات الصحية العالمية التي تتلقى تمويلًا من الحكومة الأمريكية ، وليس فقط منظمات تنظيم الأسرة التي تفعل ذلك ، كما كان الحال من قبل.
2017 - في بولندا ، قام قانون جديد بتقييد وسائل منع الحمل الطارئ عن طريق تغيير توفرها ، من كونه دواءًا بدون وصفة طبية إلى دواء وصفة طبية ، مما يتطلب زيارة الطبيب.
2017 - أصدرت إدارة ترامب في الولايات المتحدة حكمًا يسمح لشركات التأمين وأرباب العمل برفض توفير وسائل منع الحمل إذا كان ذلك يتعارض مع «معتقداتهم الدينية» أو «قناعاتهم الأخلاقية».
2017 - أصدر القاضي الفيدرالي ويندي بيتلستون أمرًا مؤقتًا بوقف تنفيذ قرار إدارة ترامب الذي يسمح لشركات التأمين وأرباب العمل برفض توفير وسائل منع الحمل إذا كان ذلك يتعارض مع «معتقداتهم الدينية» أو «قناعاتهم الأخلاقية».  
2018 - ألغت إدارة ترامب التوجيه الصادر في عام 2016 من قبل إدارة أوباما ، والتي أبلغت الدول أن إنهاء تمويل المعونة الطبية للوالدة المخططة أو غيرهم من مقدمي الرعاية الصحية الذين أجروا عمليات الإجهاض قد يكون ضد القانون الفيدرالي. زعمت إدارة أوباما أن قانون Medicaid سمح للولايات بحظر مقدمي الخدمات من البرنامج فقط إذا لم يكن بمقدور مقدمي الخدمات تقديم الخدمات أو الخدمات المغطاة لهذه الخدمات.
2018 - تم إلغاء التعديل الثامن لدستور أيرلندا ، الذي اعترف «لم يولد بعد» كحق في الحياة مساوٍ لحق «الأم»، عن طريق الاستفتاء.
2018 - كان المعهد الوطني للدفاع عن الأسرة والحياة ضد بيسيرا قضية أمام المحكمة العليا في الولايات المتحدة التي تتناول دستورية قانون FACT في كاليفورنيا ، الذي فرض أن مراكز الحمل في حالات الأزمات توفر بعض الإفصاحات عن خدمات الدولة. يشترط القانون أن تقوم المراكز المرخصة بنشر إشعارات مرئية بأن خيارات الحمل الأخرى ، بما في ذلك الإجهاض ، متاحة من العيادات التي ترعاها الدولة. كما نصت على أن المراكز غير المرخصة تنشر إشعارًا بحالتها غير المرخصة. تحدت المراكز ، التي تديرها عادة مجموعات مسيحية غير ربحية ، الفعل على أساس أنه ينتهك حرية التعبير. بعد المراجعات المسبقة في المحاكم الابتدائية ، تم رفع القضية إلى المحكمة العليا ، وسألته «ما إذا كانت الإفصاحات المطلوبة بموجب قانون الواقع الإنجابي في كاليفورنيا تنتهك الحماية المنصوص عليها في بند حرية التعبير في التعديل الأول ، المطبق على الولايات من خلال الفصل الرابع عشر. التعديل». حكمت المحكمة في 26 يونيو 2018 في قرار 5-4 بأن الإشعارات المطلوبة بموجب قانون الواقع تنتهك التعديل الأول باستهداف المتحدثين بدلاً من الكلام.
2019 - قانون الصحة (تنظيم إنهاء الحمل) لعام 2018 (القانون رقم 31 لعام 2018 ؛ القانون رقم 105 لعام 2018) الذي دخل حيز التنفيذ ؛ إنه قانون التابعة للبرلمان
الذي يحدد الظروف والعمليات التي يمكن من خلالها إجراء الإجهاض بشكل قانوني في أيرلندا. يسمح بإنهاء الحمل حتى 12 أسبوعًا من الحمل ؛ أو عندما يكون هناك خطر على حياة المرأة الحامل أو إلحاق أضرار جسيمة بها ؛ أو عندما يكون هناك خطر على حياة المرأة الحامل أو في حالة حدوث ضرر جسيم لها في حالة الطوارئ ؛ أو في حالة وجود حالة من المحتمل أن تؤدي إلى وفاة الجنين قبل أو خلال 28 يومًا من الولادة.
2019 - قامت حكومة كوريا الجنوبية بتجريم الإجهاض في القانون الجنائي لعام 1953 في جميع الظروف. تم تعديل هذا القانون لاحقًا ولكن لم يتم إلغاؤه. ومع ذلك ، قضت المحكمة الدستورية في 11 أبريل 2019 بقانون الإجهاض غير دستوري وأمرت بتنقيح القانون بحلول نهاية عام 2020.
2019 - كانت مربع ضد الأسرة الوالدين من ولاية انديانا وكنتاكي (خلاصة 18-483)، هي قضية في المحكمة العليا للولايات المتحدة تتناول دستورية قانون مكافحة الإجهاض لعام 2016 الصادر في ولاية إنديانا. سعى قانون إنديانا إلى حظر عمليات الإجهاض التي تتم فقط على أساس جنس الجنين أو عرقه أو عرقه أو إعاقته. منعت المحاكم الأدنى إنفاذ القانون لانتهاك حق المرأة في الإجهاض في إطار المخاوف المتعلقة بالخصوصية في التعديل الرابع عشر ، كما هو موضح سابقًا في قضيتي رو الخامس واد
و تنظيم الطفولة. كما منعت المحاكم الأدنى إنفاذ جزء آخر من القانون الذي يتطلب التخلص من الأجنة المجهضة عن طريق الدفن أو حرق الجثث. ألغى قرار المحكمة العليا «بركوريام» الأمر الزجري المتعلق بجزء التخلص من الجنين في القانون ، لكنه لم يطعن أو يؤكد حكم المحاكم الأدنى في بنود عدم التمييز ، مما أبقى هذه الأحكام سارية.
2019 - في الولايات المتحدة في يونيو 2019، سمحت محكمة الاستئناف الفيدرالية بإدارة ترامب ، مع استمرار الاستئنافات القانونية ، وهي سياسة تقيد دولارات دافعي الضرائب الممنوحة لمرافق تنظيم الأسرة من خلال الباب العاشر. تتطلب هذه السياسة من الشركات التي تتلقى حق الملكية يجب ألا يذكر التمويل X الإجهاض للمرضى ، أو توفير إحالات الإجهاض ، أو مشاركة المساحة مع مقدمي الإجهاض.  
2019 - عقدت مالطا أول احتجاج لها لصالح تقنين الإجهاض في 28 سبتمبر للاحتفال باليوم الدولي للإجهاض الآم 